# Argillières
Argillières é uma comuna francesa na região administrativa de Borgonha-Franco-Condado, no departamento de Alto Sona. Estende-se por uma área de 9,58 km². Em 2010 a comuna tinha 74 habitantes (densidade: 7,7 hab./km²).